# Marcolândia
Marcolândia es una ciudad y un municipio del estado del Piauí, Brasil. 
Se localiza en la microrregión del Alto Medio Canindé, mesorregión del Sudeste piauiense. El municipio posee 7154 habitantes (2007) y 141 km². Fue creado el 29 de abril de 1993.